# Ålänningens sång
Ålänningens sång ("Canzone delle Åland") è l'inno delle Isole Åland, provincia autonoma della Finlandia. L'arcipelago è monolingua svedese ed è fornito, oltre al proprio inno, anche di una propria bandiera.
Il testo è di John Grandell e la musica di Johan Fridolf Hagfors.

## Testo
1.
Landet med tusende öar och skär,
danat ur havsvågors sköte.
Åland, vårt Åland, vår hembygd det är.
Dig går vår längtan till möte!
Dig går vår längtan till möte!
Forngravars kummel i hängbjörkars skygd
tälja din tusenårs saga.
Aldrig förgäta vi fädernas bygd,
vart vi i fjärrled än draga
vart vi i fjärrled än draga
2.
Skönt är vårt Åland när fjärdar och sund
blåna i vårljusa dagar,
ljuvt är att vandra i skog och i lund,
i strändernas blommande hagar.
i strändernas blommande hagar.
Midsommarstången mot aftonröd sky
reses av villiga händer,
ytterst i utskärens fiskareby
ungdomen vårdkasar tänder
ungdomen vårdkasar tänder
3.
Skönt är vårt Åland när vågsvallet yr
högt mot de mäktiga stupen,
när under stjärnhimlen kyrkfolket styr,
över de islagda djupen.
över de islagda djupen.
Ryter än stormen i stugornas ro
spinnrocken sjunger sin visa,
minnet av barndomens hägnande bo
sönerna lyckligast prisa
sönerna lyckligast prisa
4.
Aldrig har åländska kvinnor och män
svikit sin stam och dess ära;
ofärd oss hotat, men segervisst än
frihetens arvsrätt vi bära.
frihetens arvsrätt vi bära.
Högt skall det klinga, vårt svenska språk,
tala med manande stämma,
lysa vår väg som en flammande båk,
visa var vi äro hemma
visa var vi äro hemma